# Anita Picchiarini
Anita Picchiarini est une metteuse en scène et actrice française. Elle dirige le Sirocco théâtre,.

## Théâtre

### Mises en scène
- 1984 : Violette Leduc, l'affamée d'après Violette Leduc[3],[4]
- 1989 : Karamazov adapté par Anita Picchiarini d'après Fiodor Dostoïevski
- 1994 : Baal de Bertolt Brecht
- 1995 : Aux hommes de bonne volonté de Jean-François Caron
- 1997 : Combat de nègre et de chiens de Bernard-Marie Koltès
- 1999 : Elektra de Hugo von Hofmannsthal
- 2000 : Procès ivre de Bernard-Marie Koltès
- 2001 : Médée de Hans Henny Jahnn
- 2004 : La Fin de Casanova de Marina Tsvetaïeva
- 2005 : Un captif amoureux de Jean Genet, conception Dominique Leconte.

### Comédienne
- 1976 : Madame Fatale de Jean Bois, mise en scène Jean Bois[4]
- 1979 : Contes et exercices de conversation et de diction françaises pour étudiants américains d'après Eugène Ionesco, mise en scène Claude Confortès
- 1980 : Vertiges, conception Anita Picchiarini
- 1981 : Le Bal, mise en scène Jean-Claude Penchenat
- 1983 : L'Opéra de Smyrne de Carlo Goldoni, mise en scène Jean-Claude Penchenat
- 1985 : La Boue de María Irene Fornés, mise en scène Isabelle Famchon

## Filmographie
- 1980 : La Vie des autres (série télévisée)
- 1983 : Le Bal d'Ettore Scola